# Provinz Pinar del Río
| Pinar del Río      | Pinar del Río      |
| ------------------ | ------------------ |
| Karte              |                    |
| Hauptstadt         | Pinar del Río      |
| Gouverneur         | Rubén Ramos Moreno |
| Fläche             | 10.931 km²         |
| Einwohner          | 587.026 (2012)     |
| Bevölkerungsdichte | 66,1 EW/km²        |
| ISO-Code           | CU-01              |

Pinar del Río ist die westlichste Provinz Kubas. Ihre Hauptstadt ist Pinar del Río. Mit 10.931 km² ist sie Kubas drittgrößte Provinz und wird im Osten von der Provinz Artemisa begrenzt. Im Norden grenzt sie an den Golf von Mexiko und im Süden an die Karibik.

## Geographie
Die 175 km lange Cordillera de Guaniguanico bildet das Rückgrat der Provinz Pinar del Río. Sie erhebt sich am Pan de Guajaibón bis auf 699 Meter. Südlich und nördlich des Gebirges befinden sich großenteils sumpfige Küstenebenen. Im Gebirge liegt die Sierra del Rosario, welche unter UNESCO-Schutz steht. Außerdem liegt westlich davon die Sierra de los Órganos (Orgelpfeifengebirge). Im Tal dazwischen, dem Valle de Viñales, liegt der touristisch bedeutsame Ort Viñales. In diesem Tal befinden sich sogenannte Mogotes, das sind bewachsene Kegelkarstfelsen. Aufgrund des karstigen Untergrundes gibt es außerdem viele Höhlen in dieser Gegend. Auch unterirdische Flüsse existieren.
Der längste Fluss der Provinz ist der Río Cuyaguateje, der 112 km lang ist, den westlichen Teil der Sierra de los Órganos entwässert und in die Bahía de Cortés fließt. Der größte Teil des Baumbewuchses besteht aus Kiefernwäldern; natürlich sind aber auch die für Kuba so typischen Königspalmen allgegenwärtig.
Eine bezüglich Flora und Fauna interessante Region ist auch das Biosphärenreservat Península de Guanahacabibes; diese Halbinsel ist gleichzeitig der westlichste Punkt Kubas. Ein Großteil der Küste von Pinar del Río war Mangrovenwald (vor der Abholzung) oder ist felsig (durch die erosiven Kräfte des Meeres sehr scharfkantige Felsen); deshalb sind nur wenige Sandstrände vorhanden.

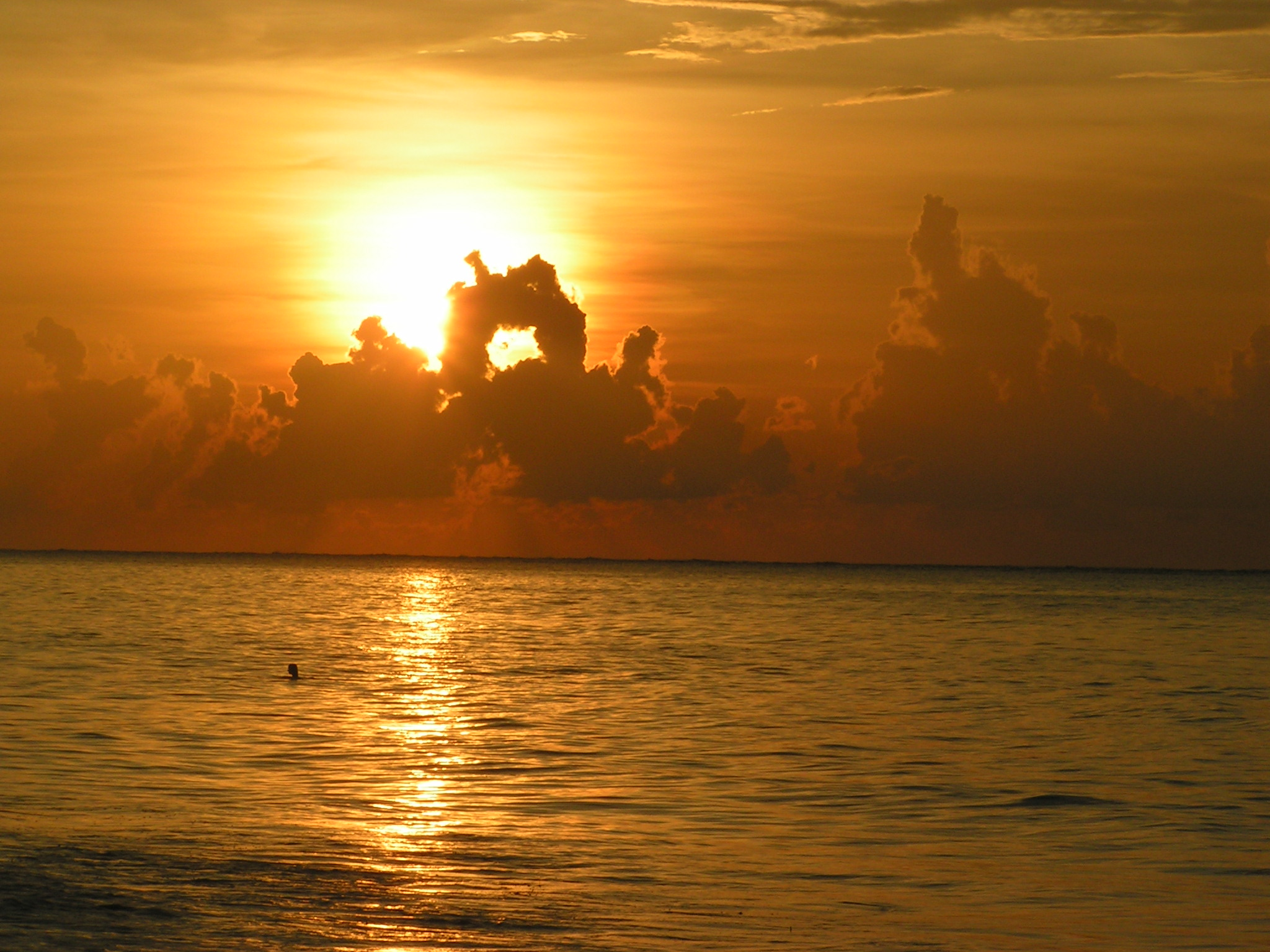
Sonnenuntergang auf Cayo Levisa, Provinz Pinar del Río

## Wirtschaft
Das Hauptprodukt der Provinz ist der Tabak. An die 80 % der Tabakproduktion Kubas stammen aus der Gegend um Pinar del Río. Aber auch Zuckerrohr, Reis und Zitrusfrüchte werden angebaut. Außerdem wird Viehzucht betrieben. Bis 1997 wurde in den Minas de Matahambre im Nordwesten Kupfer abgebaut, sie wurde jedoch als "unwirtschaftlich" geschlossen.

## Verwaltungsgliederung

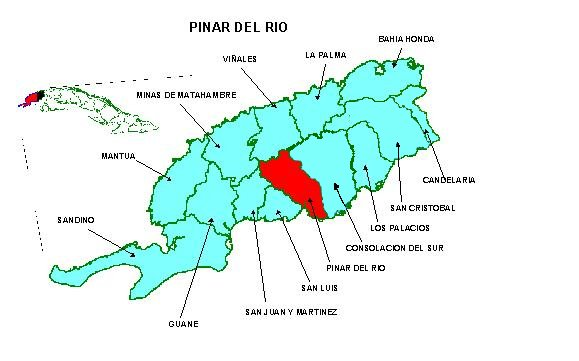
Municipios von Pinar del Río (bis 2010)

Die Provinz Pinar del Río wird ihrerseits in elf Bezirke (Municipios) unterteilt:
1. Consolación del Sur (Consolación del Sur)
2. Guane (Guane)
3. La Palma (La Palma)
4. Los Palacios (Los Palacios)
5. Mantua (Mantua)
6. Minas de Matahambre (Minas de Matahambre)
7. Pinar del Río (Pinar del Río)
8. Sandino (Sandino)
9. San Juan y Martínez (San Juan y Martínez)
10. San Luis (San Luis)
11. Viñales (Viñales)

Bis zum Jahr 2010 gehörten auch die Bezirke Bahía Honda, Candelaria und San Cristóbal zur Provinz Pinar del Río. Seit 2011 gehören sie zur neu geschaffenen Provinz Artemisa.